# Bøverdal
Bøverdal ist ein Ort in Norwegen in der Kommune Lom im Tal Bøverdalen. Der Ort liegt am Abzweig auf einen Privatweg zur Juvasshytta bzw. zum Galdhøpiggen-Sommerskicenter.
Die 34 Meter hohe Sagensäule (Norwegisch: Sagasøyla) wurde 1992 in Bøverdal aufgestellt. Die Geschichte dieser Säule ist verworren und begann bereits im Jahr 1926, als der Bildhauer Wilhelm Rasmussen den Wettbewerb für ein Denkmal zur Feier der Norwegischen Verfassung gewonnen hatte. Die Säule war zunächst zur Aufstellung vor dem norwegischen Parlament in Oslo vorgesehen. Sie zeigt die Geschichte Norwegens von der Zeit des ersten Königs Harald im Jahr 872 bis zur ersten Nationalversammlung Riksforsamlingen in Eidsvoll im Jahr 1814.
Koordinaten: 61° 45′ N, 8° 25′ O